# 広栄化学
広栄化学株式会社（こうえいかがく）は、千葉県袖ケ浦市に本店、東京都中央区日本橋小網町に本社を置く、住化グループ（住友化学グループ）の化学会社である。

## 主力製品・事業
- ピリジン・ピラジン類等ファイン製品。特に複素環に窒素を含む「有機窒素化合物類」の製造・開発で知られる

## 概要
- 東京本社 - 東京都中央区日本橋小網町1番8号
- 本店・千葉工場・研究所 - 千葉県袖ケ浦市北袖25番

## 沿革
- 1917年 - 塩野義製薬、武田薬品工業、田辺製薬の共同出資によって広栄製薬株式会社設立。
- 1926年 - 社名を広栄に改称。
- 1950年 - 社名を広栄化学工業に改称。
- 1967年 - 千葉工場を新設。
- 1997年 - 大阪証券取引所市場第2部に上場。
- 2006年 - 本社機能を東京都中央区日本橋本町の東京本社に集約。
- 2010年 - 研究機能を千葉に集約。
- 2013年
  - 大阪証券取引所と東京証券取引所の現物株市場統合に伴い、東京証券取引所第2部に上場。
  - 東京本社を東京都中央区日本橋小網町に移転。
- 2016年 - 大阪工場（大阪府大阪市城東区放出西二丁目12番13号）の操業を終了。
- 2020年10月1日 - 社名を広栄化学に改称[2]。